# Staré Nespeřice
Staré Nespeřice (německy Alt Nesperschitz) je malá vesnice, část obce Petrovice II v okrese Kutná Hora. Nachází se asi tři kilometry severovýchodně od Petrovic. Staré Nespeřice jsou také název katastrálního území o rozloze 7,28 km². V katastrálním území Staré Nespeřice leží také Boštice, Nové Nespeřice a Stará Huť.

## Historie
První písemná zmínka o vesnici pochází z roku 1291.